# Шыныр
Шыны́р (каз. Шыныр) — село в Келесском районе Туркестанской области Казахстана. Входит в состав Кошкаратинского сельского округа. Код КАТО — 515471900.

## Население
В 1999 году население села составляло 515 человек (264 мужчины и 251 женщина). По данным переписи 2009 года, в селе проживало 545 человек (269 мужчин и 276 женщин).